# Jean Douchet
Jean Douchet (ur. 19 stycznia 1929 w Arras, zm. 22 listopada 2019) – francuski aktor, reżyser, scenarzysta i krytyk filmowy.
Zasiadał w jury konkursu głównego na 56. MFF w Wenecji (1999).